# Широни
Широни (рос. Широни) — присілок в Куньїнському районі Псковської області Російської Федерації.
Населення становить 5 осіб. Входить до складу муніципального утворення Пухновська волость.

## Історія
Від 2015 року входить до складу муніципального утворення Пухновська волость.

## Населення
| 2001 | 2002 | 2010 |
| ---- | ---- | ---- |
| 17   | ↘8   | ↘5   |